# Thioacetone
Thioacetone là một hợp chất lưu huỳnh hữu cơ với công thức hóa học (CH3)2CS. Nó là một chất màu nâu hoặc màu da cam không ổn định, chỉ có thể bị cô lập ở nhiệt độ thấp. Trên −20 °C (−4 °F), thioacetone dễ dàng chuyển đổi thành polyme và trime, trithioacetone. Nó có một mùi khó chịu cực kỳ mạnh, do đó thioacetone được coi là hóa chất có mùi tồi tệ nhất.
Thioacetone lần đầu tiên được thu nhận vào năm 1889 bởi Baumann và Fromm, như một tạp chất nhỏ trong quá trình tổng hợp trithioacetone của họ.